# Hieracium diaphanum
Hieracium diaphanum là một loài thực vật có hoa trong họ Cúc. Loài này được Fries mô tả khoa học đầu tiên năm 1819.